# Transwave
Transwave est un groupe de trance psychédélique français originaire de Paris. Il est composé des DJ et compositeurs Christof Drouillet (Absolum) et Frédéric « Dado » Holyszewski (Deedrah), et précurseur de ce style de musique électronique en France avec le groupe bordelais Total Eclipse.

## Biographie
Christof Drouillet est issu d'une famille jouant de la musique classique. Dans les années 1980, il s'implique dans divers groupes new wave où il assure le chant et la programmation. Au début des années 1990, il découvre la musique techno et change son orientation musicale. Également élevé dans une famille de musiciens, Frédéric Holyszewski commence l'apprentissage de la flûte traversière et du piano à partir de l'âge de cinq ans. Influencé par les genres new age et new wave de Jean-Michel Jarre, Depeche Mode, Frankie Goes to Hollywood et Simple Minds[réf. nécessaire], entre autres, il achète son premier synthétiseur en travaillant dans les bars la nuit en tant que pianiste. Après la dissolution de son premier groupe de rock Vision Quest, en 1990, il commence à travailler à son compte avec l'aide d'ordinateurs.
Christof et Frédéric se rencontrent lors d'une rave partie en France et lance aussitôt le projet de trance psychédélique, renommé Transwave en septembre 1994. Trois mois plus tard, leur premier opus (Datura EP) est lancé sur le label français indépendant Transpact. Les deux années suivantes, Transwave sort trois albums (Hypnorhythm en 1995, Helium et Phototropic en 1996) et effectue des tournées dans le monde. Le duo connait un grand succès dans le milieu underground et leur titre Land of Freedom devient un classique des soirées Goa et trance psychédélique à travers le monde. Le groupe se sépare après la soirée D-mention à Paris en mai 1997. Christophe et Frédéric ont également publié un EP appelé Anjuna sous le nom Kaledoid en 1996.
Transwave est réputé pour son utilisation intensive du synthétiseur/séquenceur TB-303 de Roland. Fort de ces connaissances et de ses expériences acquises, Fredéric créé son propre label et studio de production, Questionmark Records. En 1997, le label sort son premier album solo Self Oscillation sous le pseudonyme Deedrah, marquant une première pause de Frédéric à partir du son original trance Goa originel qu'il produisait auparavant. Fredéric Holyszewski aura travaillé sous différents noms de projets, y compris Cypher, Dado, Synthétic. Christof Drouillet crée également son propre label indépendant, 3D Vision Records, à Paris en 1998, aux côtés de Cédric Dassule (Talamasca, DJ Lestat) et de Farid Merbouche (DJ Maël, Nomad), se produit également en solo sous le pseudonyme Absolum et lance régulièrement de nouveaux artistes orientés ambient, house progressive et psytrance.
Depuis, Transwave se réunit de nouveau au Boom Festival en 2006 au Portugal. Début 2007, ils sortent Backfire et Frontfire, compilations de hits et de morceaux inédits qui ont fait le succès du groupe. En 2015, le groupe joue au Goa Dupa Festival en Pologne.

## Discographie

### Albums studio
- 1996 : Helium (avril 1996)
- 1996 : Phototropic (18 novembre 1996)
- 2007 : Backfire (12 janvier 2007)
- 2009 : Frontfire (février 2009)

### Singles et EP
- 1994 : Datura
- 1995 : Hypnorythm
- 1995 : Quasar
- 1995 : The Outerspace
- 1995 : The Rezwalker
- 1996 : Land of Freedom